# Medalla de honor IEEE
La Medalla de Honor IEEE es el más alto reconocimiento del Instituto de Ingeniería Eléctrica y Electrónica (IEEE). Se le ha concedido desde 1917, cuando su primer destinatario fue Edwin H. Armstrong. Se otorga por una contribución excepcional o una extraordinaria carrera en los campos de interés del IEEE. El premio consiste en una medalla de oro, réplica de bronce, certificado y honorarios.
La medalla fue originalmente fundada por el Instituto de Ingenieros de Radio (IRE), como la Medalla de Honor IRE. Se convirtió en la Medalla de Honor IEEE cuando el IRE se fusionó con el Instituto Americano de Ingenieros Eléctricos (AIEE) para formar el IEEE en 1963.

## Lista de galardonados
- 1917: Edwin H. Armstrong
- 1918: No premiado
- 1919: Ernst Alexanderson
- 1920: Guglielmo Marconi
- 1921: Reginald A. Fessenden
- 1922: Lee De Forest
- 1923: John Stone Stone
- 1924: Michael I. Pupin
- 1926: Greenleaf W. Pickard
- 1927: Louis W. Austin
- 1928: Jonathan Zenneck
- 1929: George W. Pierce
- 1930: Peder Oluf Pedersen
- 1931: Gustave A. Ferrie
- 1932: Arthur Edwin Kennelly
- 1933: John Ambrose Fleming
- 1934: Stanford C. Hooper
- 1935: Balthasar van der Pol
- 1936: George Ashley Campbell
- 1937: Melville Eastham
- 1938: John H. Dellinger
- 1939: Albert G. Lee
- 1940: Lloyd Espenschied
- 1941: Alfred N. Goldsmith
- 1942: Albert H. Taylor
- 1943: William Wilson
- 1944: Haraden Pratt
- 1945: Harold H. Beverage
- 1946: Ralph Hartley
- 1947: No premiado
- 1948: Lawrence C. F. Horle
- 1949: Ralph Bown
- 1950: Frederick Terman
- 1951: Vladimir Zworykin
- 1952: William R. G. Baker
- 1953: John M. Miller
- 1954: William L. Everitt
- 1955: Harald T. Friis
- 1956: John V. L. Hogan
- 1957: Julius Adams Stratton
- 1958: Albert Hull
- 1959: Emory Leon Chaffee
- 1960: Harry Nyquist
- 1961: Ernst A. Guillemin
- 1962: Edward Victor Appleton
- 1963: George C. Southworth
- 1964: Harold A. Wheeler
- 1965: No premiado
- 1966: Claude Elwood Shannon
- 1967: Charles H. Townes
- 1968: Gordon K. Teal
- 1969: Edward Ginzton
- 1970: Dennis Gabor
- 1971: John Bardeen
- 1972: Jay W. Forester
- 1973: Rudolf Kompfner
- 1974: Rudolf Kalman
- 1975: John Robinson Pierce
- 1976: No premiado
- 1977: H. Earle Vaughan
- 1978: Robert Noyce
- 1979: Richard Bellman
- 1980: William Shockley
- 1981: Sidney Darlington
- 1982: John Tukey
- 1983: Nicolaas Bloembergen
- 1984: Norman Foster Ramsey
- 1985: John Roy Whinnery
- 1986: Jack Kilby
- 1987: Paul Lauterbur
- 1988: Calvin Quate
- 1989: C. Kumar Patel
- 1990: Robert G. Gallager
- 1991: Leo Esaki
- 1992: Amos E. Joel, Jr.
- 1993: Karl Johan Åström
- 1994: Alfred Y. Cho
- 1995: Lotfi A. Zadeh
- 1996: Robert Metcalfe
- 1997: George H. Heilmeier
- 1998: Donald Pederson
- 1999: Charles Concordia
- 2000: Andrew Grove
- 2001: Herwig Kogelnik
- 2002: Herbert Kroemer
- 2003: Nick Holonyak
- 2004: Tadahiro Sekimoto
- 2005: James Flanagan
- 2006: James D. Meindl
- 2007: Thomas Kailath
- 2008: Gordon Moore
- 2009: Robert H. Dennard
- 2010: Andrew Viterbi
- 2011: Morris Chang
- 2012: John L. Hennessy
- 2013: Irwin M. Jacobs
- 2015: Mildred Dresselhaus, primera mujer
- 2017: Kornelis (Kees) A. Schouhamer Immink[1]
- 2018: Bradford W. Parkinson
- 2019: Kurt E. Petersen
- 2020: Chenming Hu[2]